# Temps mort (film)
Pour les articles homonymes, voir Temps mort (homonymie).
Pour plus de détails, voir Fiche technique et Distribution.
Temps mort est un film belgo-français réalisé par Ève Duchemin, sorti en 2023. Il s'agit du premier long métrage de la réalisatrice belge.

## Synopsis
Trois détenus ont la permission de sortir de la prison pour un week-end, pour la première fois, depuis longtemps, afin de renouer avec leurs proches, tout en rattrapant leur temps perdu.

## Fiche technique
Sauf indication contraire, les informations mentionnées dans cette section peuvent être confirmées par les bases de données cinématographiques IMDb, Allociné et Unifrance,  présentes dans la section « Liens externes ».
- Titre original : Temps mort
- Réalisation et scénario : Ève Duchemin
- Musique : Fabien Leclercq (Le Motel)
- Décors : Luc Noël
- Costumes : Magdalena Labuz
- Photographie : Colin Lévêque
- Son : Céline Bodson
- Montage : Joachim Thôme
- Production : Annabella Nezri
  - Coproduction : Annabelle Bouzom
- Sociétés de production : Kwassa Films ; Les Films de l'autre cougar (coproduction)
- Sociétés de distribution : O'Brother Distribution (Belge), Pyramide Distribution (France)
- Pays de production :  Belgique /  France
- Langue originale : français
- Format : couleur — 2,35:1
- Genre : drame
- Durée : 118 minutes
- Dates de sortie[3] :
  - Belgique : 28 janvier 2023 (festival du film d'Ostende) ; 19 avril 2023 (sortie nationale)
  - France : 3 mai 2023

## Distribution
Sauf indication contraire ou complémentaire, les informations mentionnées dans cette section proviennent du générique de fin de l'œuvre audiovisuelle présentée ici.
- Karim Leklou : Bonnard
- Issaka Sawadogo : Hamousin
- Jarod Cousyns : Colin
- Johan Leysen : le père de Bonnard
- Blanka Ryslinkova : la mère de Bonnard
- Hassiba Halabi : la mère de Colin
- Maja Ajmia Zellama : Eva
- Ethelle Gonzalez Lardued : Sabrina
- Simon Frey : ami Colin
- Mélodie Louahala- Hilaire : amie Sabrina
- Babetida Sadjo : Édith
- Martha Canga Antonio : Lucille
- Frédéric Clou : l'employeur Hamousin
- Louise Manteau : Cynthia

## Production

### Genèse
La genèse vient d'une expérience personnelle de la réalisatrice. Pendant la réalisation de documentaires en milieu carcéral, elle connut bien un jeune homme, qui était en prison et qui put bénéficier d'une permission de sortie. Mais celui-ci n'est pas rentré. De là, elle s'est mise à imaginer ce qu'il pouvait vivre, les rencontres qu'il pouvait faire, la vie qu'il menait.

### Scénario
Pendant cinq années, Ève Duchemin travaille sur le scénario. Elle consacre une bonne partie de son temps à la documentation. D'ailleurs, avant ce long-métrage, la réalisatrice c'était déjà essayée sur ce thème de l'univers carcéral avec un documentaire, En bataille, qui suivait la directrice d'une prison pour homme. De là, elle estima qu'elle ne pouvait refaire un documentaire sur ces hommes qui vivent leur permission. Elle prit donc le parti de tourner cette fois une fiction, organisant une prise de recul et une plus grande liberté d'action sur son sujet.
Pour élaborer la complexité et l'histoire de ses personnages principaux, Ève Duchemin s'appuya sur les expériences qu'elle vécut durant ses précédents documentaires. C'est en partie d'elles qu'est tiré le personnage de Colin, incarné par Jarod Cousyns, le jeune homme qui n'était pas rentré à la maison d'arrêt après sa permission. Le personnage de Hamoussin est inspiré d'un homme du même nom rencontré sur le tournage de Ceux qui bougent. Quant au personnage de Bonnard, c'est un jeune rencontré lors d'une commission de discipline qui lui donna l'inspiration.

« Temps mort n'est pas un film sur la prison, mais sur des hommes qui la subissent, la portent avec eux et vont devoir l'amener dans leur famille, brisée par cette situation »

— Ève Duchemin

### Tournage

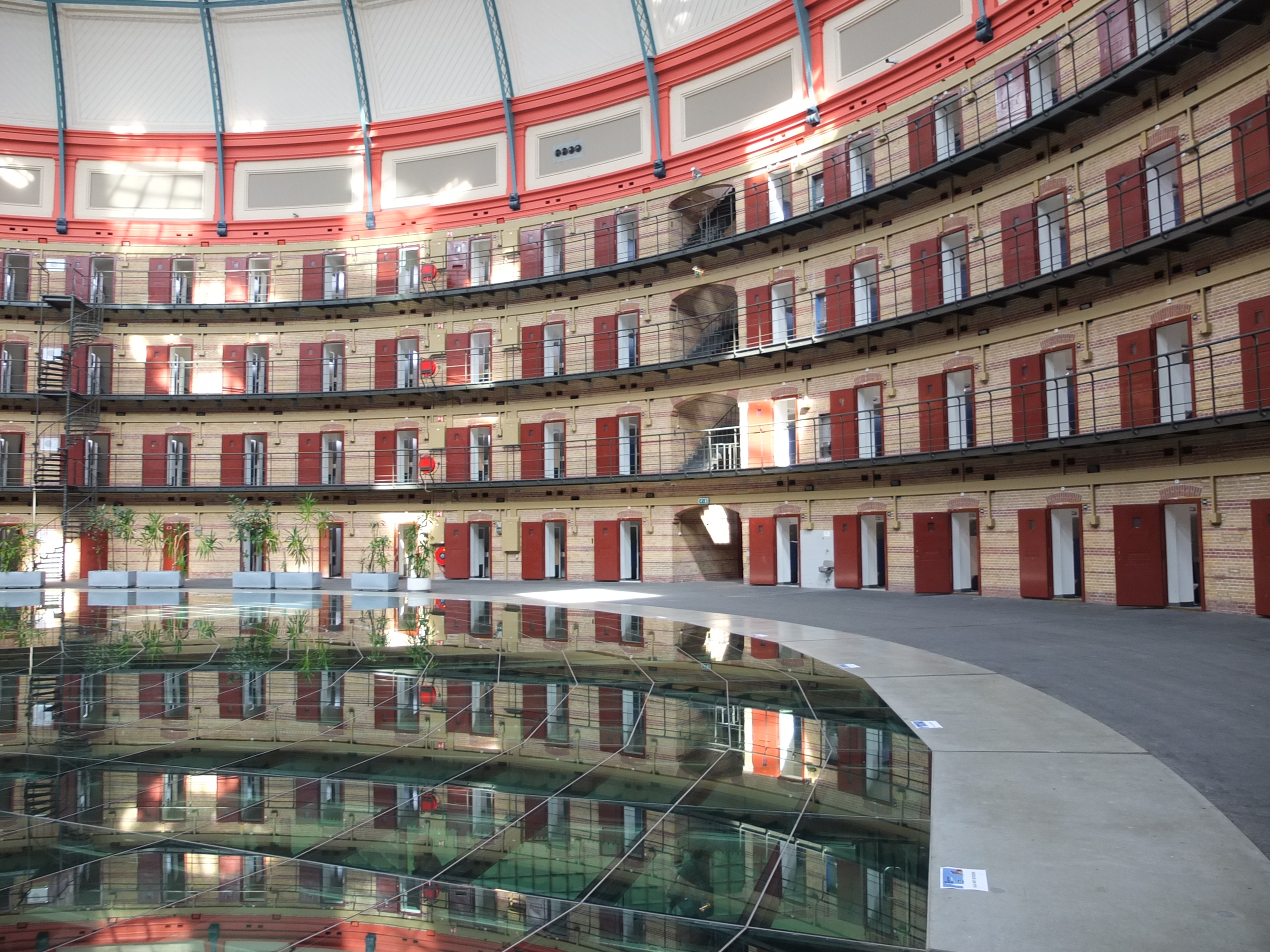
La prison de Koepel, à Bréda (Pays-Bas).

Le tournage débute le 10 mars 2021, à Meaux, en région Île-de-France (France), d'où le centre pénitentiaire de Meaux-Chauconin-Neufmontiers. Il a également lieu entre Bruxelles et le Brabant wallon (Belgique), ainsi que, le 1er avril 2021, durant la journée, de 11 h à 21 h, sur la route nationale 59, entre Anderlues et Fontaine-l'Évêque, en Région wallonne.
Fin mars, l'équipe se déplace à Bréda (Pays-Bas) pour effectuer des prises des vues à la prison de Koepel (nl), en Brabant-Septentrional.
Bien que le tournage devait initialement finir vers la fin avril, la production belge Kwassa Films annonce son achèvement le 28 mai 2021.

## Accueil

### Accueil critique
En France, le site Allociné donne la note de 3,3⁄5, après avoir recensé 19 critiques de presse.
Pour L'Obs, Jérôme Garcin parle d'un « premier film bouleversant, porté par trois acteurs exceptionnels et signé d’une documentariste de la révolte et de la précarité ».
Pour Christophe Caron (La Voix du Nord), « Les retrouvailles faussement conviviales, parfois tendues, avec les parents, les enfants, les potes et les mauvaises fréquentations vont entraîner un torrent d’émotions fragiles et désordonnées, au fil d’un court week-end fiévreux dont l’issue restera incertaine jusqu’au bout. ». Il demande une « permission d’être bouleversé. ».
Pour la rédaction du Parisien, le film « sombre malgré une lueur d’espoir finale » bénéficie d'une distribution de trois talents remarquables : « Karim Leklou qui incarne un homme tendre et inquiétant, parfois terrifiant tant on craint que sa souffrance retenue n’explose tout à coup, est d’une intensité incroyable. ».
Pour Olivier de Bruyn (Marianne), la réalisatrice, bien qu'elle soit à la tête d'une énième œuvre portant sur le thème de la prison, réussit à échapper « aux clichés inhérents au « genre carcéral » », selon lui en choisissant de faire un film sur le milieu carcéral « hors les murs ». Si le film peut avoir encore des lacunes par moments, le critique estime que le film est un « coup d’essai convaincant. ».
Pour Claudine Levanneur (aVoir-aLire), c'est un film « fort et sans concession qui ouvre la réflexion sur le bien-fondé de notre organisation carcérale. ». Sans se lancer « dans une diatribe pour ou contre la prison », la réalisatrice parvient à se focaliser sur ces trois vies, les conséquences, pour eux et leur famille, de « l’incarcération (...) sur des Êtres humains éloignés de la réalité depuis trop longtemps ». La critique met également à l'honneur l'interprétation des trois acteurs.
Pour Baptiste Thion (Le Journal du dimanche), la réalisatrice « de ce premier film de fiction vient du documentaire et cela se voit, aussi bien dans son approche réaliste d’un sujet peu abordé au cinéma que dans son refus de juger les personnages, bien dessinés et incarnés. ». Il rajoute : « Toujours au plus près, la caméra saisit les sentiments qui les traversent au fil d’un récit tendu, parfois âpre, mais touchant. ».
Thierry Chèze (Première) salue aussi la mise en scène rapprochée, intimiste, de la caméra d'Ève Duchemin, qui parvient « raconte aussi bien la difficulté pour ces hommes de se reconstruire hors des murs que les sentiments contradictoires traversant leurs proches ». Estimant que chacune des trois histoires aurait pu mériter un film solo, le critique considère les trois interprètes comme « impressionnants, en tête desquels Karim Leklou ».

### Box-office
| Pays ou région | Box-office    | Date d'arrêt du box-office | Nombre de semaines |
| -------------- | ------------- | -------------------------- | ------------------ |
| France         | 5 321 entrées | en cours                   | 1                  |

Pour son premier jour d'exploitation en France, Temps mort a réalisé 1 496 entrées, dont 963 en avant-premières, pour un total de 124 séances proposées. En comptant pour ce premier jour les avant-premières, le film se positionne en neuvième place du box-office des nouveautés pour sa journée de démarrage, derrière Un an, une nuit (1 562) et devant Les Âmes perdues (1 115). Au bout d’une première semaine d’exploitation dans les salles françaises, le long-métrage totalise 5 321 entrées.